# ستيف توماس (كاتب)
ستيف توماس (بالإنجليزية: Steve Thomas)‏ هو صحفي ومذيع ومقدم تلفزيوني وكاتب أمريكي، ولد في 1952 في بومونا في الولايات المتحدة.

## وصلات خارجية
- ستيف توماس على موقع IMDb (الإنجليزية)
- ستيف توماس على موقع قاعدة بيانات الفيلم (الإنجليزية)